# مهرجان الدار دارك
مهرجان ضباء " الدار دارك " مهرجان سياحي ترفيهي صيفي أقيم على واجهة الأمير فهد بن سلطان البحرية بمحافظة ضباء بمنطقة تبوك، تنظمه لجنة التنمية السياحة بالمحافظة، بدعم من فرع الهيئة العامة للسياحة والتراث الوطني بمنطقة تبوك (وزار السياحة حالياً).

## الفعاليات
استمر المهرجان لمدة 9 أيام، وضم العديد من الفعاليات والانشطة التثقيفية والترفيهية، والتي شملت الألعاب الهوائية ومسرح الطفل ومنشدين وملعب الثلج ومهرجان الأسر المنتجة ومعرض الفنون التشكيلية. بالإضافة إلى تسيير العديد من الرحلات البحرية وبيت الضيافة العربية وساحة التزلج، وجولات يومية لقلعة الملك عبد العزيز التاريخية بالمحافظة، وكذلك الأكلات الشعبية والفعاليات المستمرة للمسرح طوال المهرجان.